# Biroia taeniolata
Biroia taeniolata är en stekelart som beskrevs av Günther Enderlein 1920. Biroia taeniolata ingår i släktet Biroia och familjen bracksteklar. Inga underarter finns listade.